# Атанас Русев
Атанас Апостолов Русев е български офицер, генерал-лейтенант. Български партизанин, участник в Съпротивителното движение по време на Втората световна война.

## Биография
Атанас Русев е роден в с. Шивачево, Сливенско на 4(17) април 1909 г. Завършва Сливенската мъжка гимназия (1924 – 1929) и Школата за запасни офицери в София (октомври 1929-април 1931) като фелдфебел-школник. Военно звание поручик. От април до юни 1931 г. работи в мина „Чумерна“ в с. Боров дол, а след това до септември е земеделец в родното си село. От 1931 членува в БЗНС, а от 17 май 1944 г. и в БКП. Между октомври 1931 и март 1932 г. е технически магазинер в мина „Хаджи Димитър“ в село Боров дол. През март 1932 г. става писар в общината в родното си село, където остава до май 1933 г. Между юни 1933 и април 1934 г. отново е технически магазинер в мина „Хаджи Димитър“. След Деветнадесетомайския преврат БЗНС е забранена и той напуска партията. Отново се занимава със земеделие в родното си село (април 1934-декември 1935). В периода януари 1936-април 1939 г. е писар в общината и касиер-счетоводител в родното си село. През април 1939 г. започва работа като счетоводител в Районния горски кооперативен съюз „Стара Планина“ в Сливен. Остава на тази позиция до декември 1943 г. с прекъсване през 1941 г. заради мобилизация в трети попълващ полк (75 дни) и през 1942 г. в същия полк за 9 месеца.
През декември 1943 г. е мобилизиран като командир на рота в 123-ти пехотен полк на Окупационния корпус в Сърбия. Участва в акции срещу югославските партизани с полка си без да има престъпления срещу тях. На 17 май 1944 г. като временен командир дезертира с 1-ва дружина на полка и преминава на страната на Югославската народна освободителна армия. Командир на Войнишка партизанска бригада „Георги Димитров“ от май 1944 г. Участва в унищожаването на германско летище и в атаката на гарата в Лесковац и Гърделица. Води боеве в Македония. След завръщането си в България бригадата се включва във войната срещу Германия. Награден е с орден „За храброст“, IV степен, 1 клас.
Офицер в Българската народна армия от 1944 г. От септември 1944 г. до януари 1945 г. е временно изпълняващ длъжността командир на четвърти гвардейски полк в Кюстендил. Между януари и юни 1945 г. е командир на 11-а допълваща пехотна дружина, а след това до август същата година работи в щаба на трета пехотна балканска дивизия. От август до октомври 1945 г. е командир на единадесети пехотен сливенски полк. В периода октомври 1945 – 21 октомври 1946 следва курс за старши офицери в Народното военно училище „Васил Левски“. След това до 30 юни 1947 г. е командир на пети пехотен дунавски полк. Между 30 юни 1947 и февруари 1948 г. е командир на двадесет и пети пехотен драгомански полк с гарнизон Гара Пирин. В периода февруари 1948-ноември 1950 г. е командир на шеста стрелкова дивизия във Враца. От ноември 1950 до април 1951 г. завършва ВАК на Военната академия в София. Между април 1951 и ноември 1953 г. е заместник-командващ първа армия в София. От ноември 1953 до 1955 г. е командир на седма мотострелкова дивизия. Служи в Сливен, София и Враца. В отделни периоди е командир на поделение, съединение, заместник-командир на обединение. От 1955 до 1959 г. е началник на школата „Вистрел“ за преподготовка на офицери. Между 1959 и 1971 г. е началник на Софийското военно окръжие. От 1961 г. е генерал-майор. Достига до звание генерал-лейтенант през 1969 г. Бил е председател на Военно-историческо дружество и редактор на печатния му орган „Дружество“.
Автор на мемоарната книга „Димитровци в бой. Спомени“, С., 1984 г. Почетен гражданин (посмъртно) на град Шивачево от 2009 г. Носител е на званието „Герой на социалистическия труд“ (указ № 1061 от 3 април 1984), орден „Народна република България“ – II ст. (1969), I ст. (1974), „Народна свобода 1941 – 1944 г.“ (1946), „9 септември 1944 г.“ – I ст. с мечове (1954), „Георги Димитров“ (1979), „За храброст“ и други.

## Образование
- Сливенска мъжка гимназия (1924 – 1929)
- Школата за запасни офицери, София (октомври 1929 – април 1931)
- Народно военно училище „Васил Левски“, курс за старши офицери (октомври 1945 – 21 октомври 1946)
- Военна академия „Г.С.Раковски“ (ноември 1950 – април 1951)

## Военни звания
- Полковник (17 септември 1946)[8]
- Генерал-майор (1961)
- Генерал-лейтенант (30 август 1969)